# メガカリオン
株式会社メガカリオン（英：Megakaryon Corporation）は2011年に設立された京都市のベンチャー企業。大学発のバイオベンチャーであり、iPS細胞を材料とした血小板製剤の開発を行っている。
東京大学の中内啓光と京都大学の江藤浩之らが開発したiPS細胞から血小板を作成する技術を実用化するため設立された。2017年8月7日、大塚製薬など15社との連携により大量生産した血小板の品質確保、保存、分離技術を確立したことを公表し、2018年から2019年に日本とアメリカ合衆国で治験を行い2020年の実用化を目指すと発表した。

## 略歴
- 2011年9月9日設立（創業者：三輪玄二郎）[2]。
- 2013年8月、産業革新機構から10億円の出資[4]、他企業と合わせて第三者割当増資11億6千万円[2]。
- 2013年9月、メガカリオン京都大学共同研究ラボを開設[2]。
- 2014年11月、京都オフィスと京都開発センターを設置[2]。
- 2015年3月、国家戦略特別区域法に基づく特定中核事業に認定されたことをプレスリリースで公表[5]。
- 2015年3月、産業革新機構から17億円の追加出資、他企業と合わせて第三者割当増資25億4千万円[4]。
- 2017年8月、大量生産した血小板の品質管理、分離、保存技術を確立したと発表[3]。
- 2017年12月、『フォーブスジャパン』の起業家ランキングでラクスルと同率1位に選出[6][7]。
- 2023年12月、シスメックスが連結子会社化[8]。

## 血小板の量産
血小板は重度の出血や貧血の患者に投与されるが、献血から4日間しか使用できない。また、将来的には少子高齢化により献血では需要を賄えなくなる可能性があると懸念されており、10-15年後には日本国内で必要量の2割が不足するとの予測がある。メガカリオンの研究している技術は人工的に血小板を大量生産することで献血の供給量減少を補える可能性があると言われている。メガカリオンでは週に数千人分の血小板の生産を目標にしている。

### iPS細胞からの血小板作成技術
メガカリオンでは東京大学の中内啓光と京都大学の江藤浩之らが開発した血小板作成技術を利用している。中内教授と江藤教授はiPS細胞から作成した巨核球を不死化する技術と不死化巨核球を冷凍保存する技術を開発しており、三輪社長によればiPS細胞から血小板を作成する過程の中間段階にあたる巨核球を不死化して冷凍保存することで、血小板を必要なときに短期間で量産できるという。

## 受賞
- 2020年 - 第2回日本オープンイノベーション大賞 科学技術政策担当大臣賞（血液を工場で作る～iPS細胞を応用した再生医療の産業化を目指して～）